# Il piccolo Eyolf
Il piccolo Eyolf (titolo originale: Lille Eyolf) è un'opera teatrale del drammaturgo norvegese Henrik Ibsen, andata in scena per la prima volta a Berlino nel 1895.

## Trama
Alfred Allmers torna a casa dalla famiglia dopo un viaggio in montagna, durante il quale ha deciso di dedicarsi soprattutto al figlio Eyolf invece di lavorare sul suo libro, La responsabilità umana. Eyolf è paralitico e non riesce a muovere una gamba e quindi vive un'esistenza riparata in seno alla famiglia: tutto quello che vorrebbe è vivere l'esistenza di un ragazzo come tutti, ma Alfred vorrebbe per lui una vita più intellettuale. La famiglia Almers riceve la visita della Vecchina dei Topi, una donna che incanta i topi per portarli con sé verso il mare, dove annegano. Tuttavia, la donna viene scacciata perché i suoi servigi non sono richiesti a casa Allmers ed Eyolf la segue di nascosto. Senza accorgersi della scompara del figlio, Alfred comincia a studiare un piano per diventare un padre migliore per Eyolf e assicuragli la felicità. Ma le sue riflessioni genitoriali sono interrotte dalla visita dell'ingegnere Borghejm, che vorrebbe sposare la sorellastra di Alfred, Asta. Ma l'ingegnere non è venuto per corteggiare l'amante, bensì per annunciare alla famiglia che la Vecchina dei Ratti ha attirato Eyolf in mare, annegandolo.
Alfred si reca in riva al mare per piangere la morte del figlio, confortato da Asta, dalla moglie Rita e da Borghejm. L'ingegnere e la ragazza si allontano in riva al mare, lasciando soli marito e moglie a parlare. Alfred rivela a Rita di averla sposata solo per assicurare un futuro migliore ad Asta e i due cominciano a litigare furiosamente, attribuendosi reciprocamente la colpa dell'invalidità del figlio. Eyolf aveva infatti perso l'uso della gamba cadendo dal tavolo quando era piccolo mentre i genitori stavano facendo l'amore (in realtà, però, stavano parlando del fatto che Allmers chiamasse la sorella Eyolf). Ancora una volta, intanto, Borghejm non è riuscito a convincere Asta a sposarlo. Tuttavia, quando la giovane scopre che i ''genitori'' vorrebbero soffocare i loro sensi di colpa prendendosi eccessivamente cura di lei, Asta accetta la proposta di Borghejm di trasferirsi al nord con lui. Alfred si rifiuta ostinatamente di diventare il marito che Rita vorrebbe e la donna allora decide di riversare le sue attenzioni sui bambini poveri della zona per tentare di migliorare le loro vite. Il piano della moglie piace ad Alfred, che vede di nuovo in lei qualcosa di positivo da amare.